# Saint-Donat-sur-l'Herbasse
Saint-Donat-sur-l'Herbasse là một xã thuộc tỉnh Drôme trong vùng Auvergne-Rhône-Alpes ở đông nam nước Pháp. Xã Saint-Donat-sur-l'Herbasse nằm ở khu vực có độ cao 255 mét trên mực nước biển.